# Lecania sessilisoraliata
Espèce
Lecania sessilisoraliata est une espèce de lichens saxicoles de la famillee des Ramalinaceae. Elle se rencontre sur les affleurements rocheux des zones montagneuses de la province de Burdur en Turquie.

## Description
Le thalle en forme de croûte de Lecania sessilisoraliata est brun olivâtre pâle à vert olivâtre pâle et mesure jusqu’à 2,5–3 cm de diamètre. C’est en son centre que l’épaisseur de la croûte est la plus grande, d’environ 1 à 2 mm. La croûte comprend des aréoles plus petites, chacune mesurant 0,2 à 0,6 mm de diamètre.
Les soralies sont blanchâtres, sessiles, granuleuses et leur diamètre individuel est de 30 à 50 μm. Elles s'étalent au-dessus du centre du thalle sur un diamètre pouvant aller jusqu’à 0,8 à 1 mm.
L’asque contient huit spores et est de type Bacidia (en), avec des dimensions de 8,5 à 12 x 25,5 à 30 μm. Les ascospores sont hyalines, de forme ellipsoïde avec un seul septum, et mesurent 8,5 à 9,8 x 2,4 à 3,1 μm.

## Taxonomie
Le nom correct complet (avec auteur) de ce taxon est Lecania sessilisoraliata Yazici & Aptroot. Ce lichen a été officiellement décrit comme une nouvelle espèce en 2017 par les lichénologues Kenan Yazıcı (d) et André Aptroot (d). 
Le spécimen type, collecté par Kenan Yazıcı près du village d’Esirlik (Bucak, Burdur) à une altitude de 859 m, poussait sur de la roche calcaire. L’espèce n’est connue qu’en Turquie, généralement sur du calcaire.

### Étymologie
L’épithète spécifique, sessilisoraliata, fait référence à la caractéristique des soralies qui sont sessiles (c’est-à-dire sans propagule végétative sans tige, pédoncule, attachée à la surface du thalle).

### Publication originale
- (en) André Aptroot et Kenan Yazici, « Lecania sessilisoraliata, a new sorediate lichen species from limestone in Turkey », Phytotaxa, Magnolia Press (d), vol. 328, no 3,‎ 21 novembre 2017, p. 298–300 (ISSN 1179-3155 et 1179-3163, OCLC 465307755, DOI 10.11646/PHYTOTAXA.328.3.9, lire en ligne).